# FK Kruoja
FK Kruoja is een in 2001 opgerichte voetbalclub uit Pakruojis, Litouwen. 
In 2009 werd de club tot de A Lyga toegelaten omdat FK Atlantas en FBK Kaunas zich vrijwillig hadden teruggetrokken. Dit was het eerste seizoen voor de club op het hoogste niveau. Kruoja werd in 2014 tweede in de competitie. In augustus 2015 trok de club zich na verdenkingen van matchfixing terug uit de competitie. Voor het seizoen 2016 kreeg Kruoja geen licentie van de bond. Hierna ging de club in een gezamenlijk team met FC Kupsc Šiauliai als 'Kruoja-Kupsc' op het vierde niveau spelen.

## In Europa
#Q = #kwalificatieronde, T/U = Thuis/Uit, W = Wedstrijd, PUC = punten UEFA coëfficiënten .
Uitslagen vanuit gezichtspunt FK Kruoja Pakruojis
| Seizoen | Competitie    | Ronde | Land                 | Club                  | Totaalscore | 1e W    | 2e W    | PUC |
| ------- | ------------- | ----- | -------------------- | --------------------- | ----------- | ------- | ------- | --- |
| 2013/14 | Europa League | 1Q    | Vlag van Wit-Rusland | Dinamo Minsk          | 0-8         | 0-3 (T) | 0-5 (U) | 0.0 |
| 2015/16 | Europa League | 1Q    | Vlag van Polen       | Jagiellonia Białystok | 0-9         | 0-1 (T) | 0-8 (U) | 0.0 |